# Jurjewiec
Jurjewiec – miasto w Rosji, w obwodzie iwanowskim. W 2010 roku liczyło 10 210 mieszkańców.